# 샤토 오마르뷔제

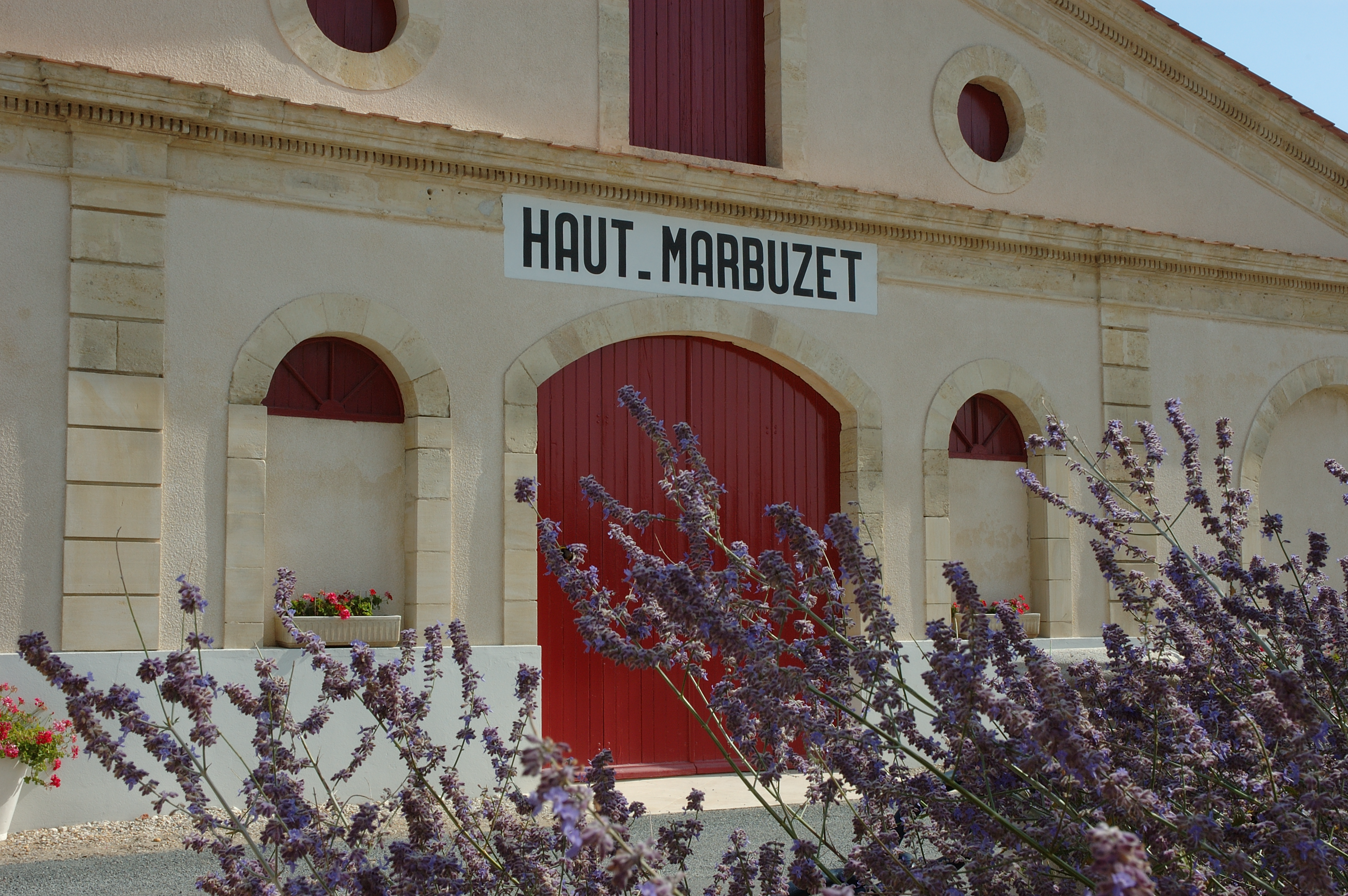

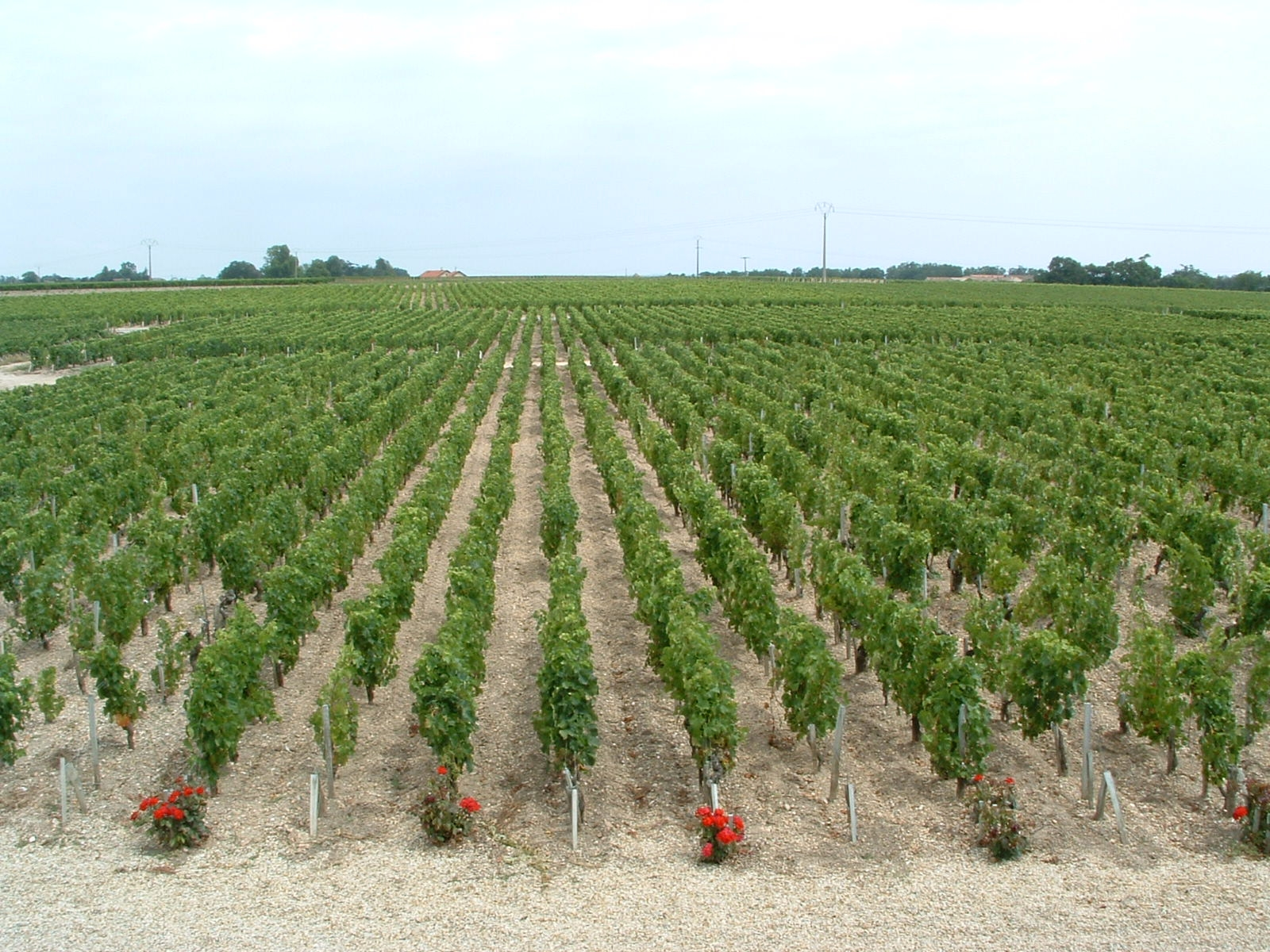

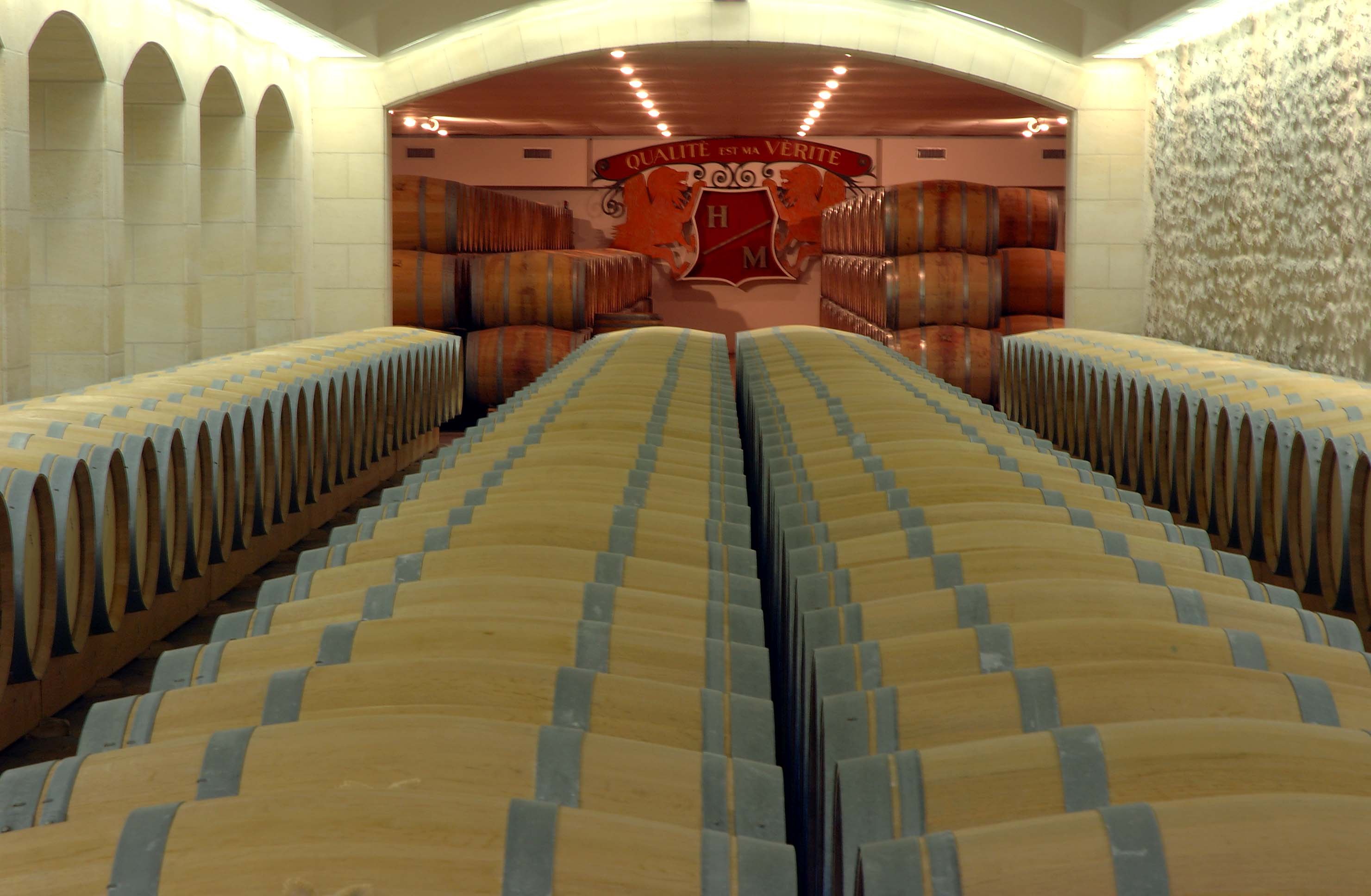

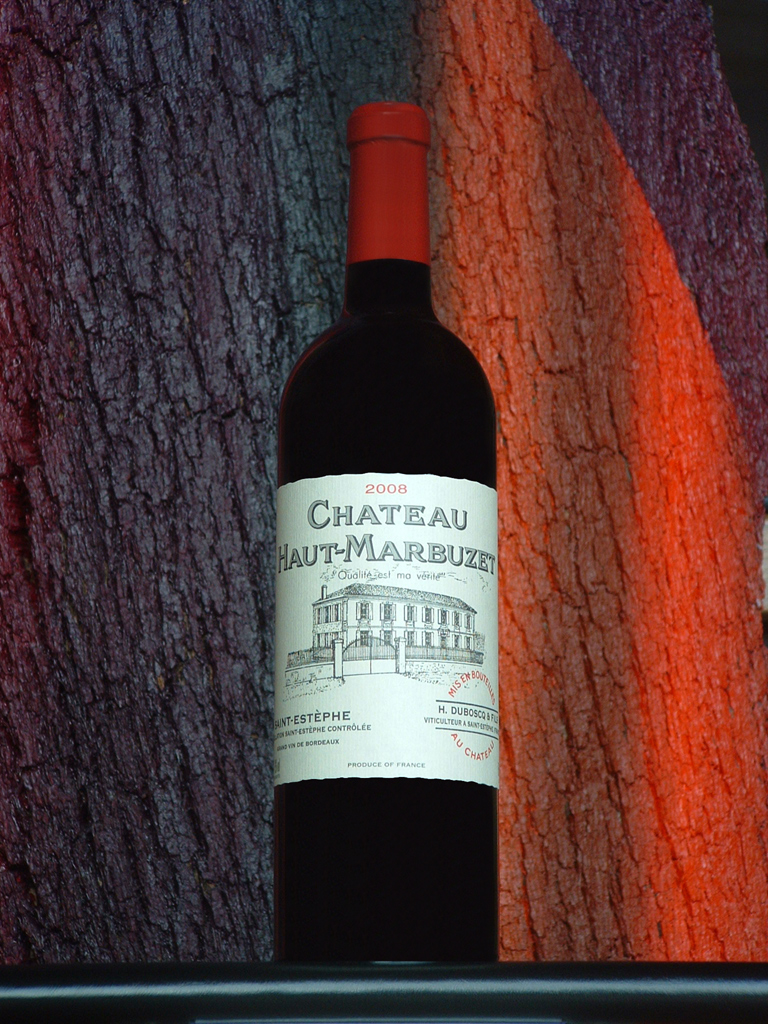

샤토 오마르뷔제(프랑스어: Château Haut-Marbuzet)는 메독의 와이너리 중에서도 손 꼽히는 명가의 하나로서 AOC, 원산지 명칭 마을중 하나인 생테스테프 마을에 위치, 면적은 65헥타르이다. 1952년 창업주인 에르베 뒤보스크 (Hervé Duboscq) 씨가 입수한 후 다음 세대의 앙리 뒤보스크 (Henri Duboscq) 씨에 의해 오늘날의 명가로 확립 되었다.
원래는 1932년 규정에 의해 크뤼 부르주아로 분류되었었는데 2003년의 규정에서는 이 크뤼 중 최상급인 엑셉시오넬로 분류되어 있다. 2009년 리브엑스 (London International Vintners Exchange) 웹사이트를 보면 1855년 제정후 아직까지 바뀌지 않고 있는 보르도와인의 등급분류를 새로 해 놓은 것이 있다. 그 리스트에는 오마르뷔제가 4등급 크뤼클라세에 새로 등장하고 있다.

## 포도원의 역사
기원은 18세기로 올라 가지만 샤토 오마르뷔제가 명성을 얻게 된 것은 1952년 이후이다. 당시 막카티 영토가 분할되게 되었는데 이때 에르베 뒤보스크가 7헥타르의 황무지에 가까운 포도밭을 소작으로 입수하게 된 것이 계기가 되었다.
그는 독학으로 연구를 거듭하여 포도원을 재생시키고 소비자에게 직접 판매하는 형식을 개발했다. 그 아들 앙리 뒤보스크는 1962년에 아버지의 일에 참여하여 개성적이면서 또한 풍요로운 스타일의 와인을 생산하는데 기여했다. 그 양조방법은 메를로 품종을 많이 섞어 씀으로 해서 타닌의 부드럽고 기름진 느낌을 강조하며 또한 새 오크통 만을 써서 숙성시키는 방법이었다.

## 테르와 (Terroir)
샤토코스데스투르넬과 샤토몽로즈 사이에 있는 마르뷔제 낮은언덕에 위치하여, 아래 토양은 점토성 석회질, 윗 토양은 약 100만년전 균츠기의 자갈 언덕으로 형성되어 있다. 포도원의 구성은 50%가 카베르네 소비뇽, 메를로 40%, 카베르네 프랑 10%로 되어 있으며 1헥타르당 9000그루로 촘촘하게 심어져 있다.

## 와인
수확은 때론 포도가 너무 익었다고 할만한 상태에서 이루어지며 알콜발효는 비교적 고온에서, 숙성은 새오크통에서 하는 과정을 통해 이루어진다. 이를 통해 오마르뷔제 와인은 강하며 스파이시하고, 또 독특한 이국적인 향미가 나는 화려한 스타일의 와인이 된다.
베르나르 지네스테(Bernard Ginestet)는 "때론 거칠고 강한 타닌이 많은 쌩테스테프의 와인중에서 오마르뷰제는 맛이 부드럽고 매력적인 향기가 쉽게 확산되는 것이 놀랍다"라고 평했다. 한편 미셸 베탄 (Michel Bettane)은 비교적 최근 연도의 와인은 "지금까지 보지 못했던 섬세함"과 함께 전통적인 맛을 느낀다고 평하고 있다.
아주 좋은 연도의 와인은 장기, 또는 초장기 보관 (30년)이 가능하다.

## 같이 보기
- 보르도 포도주